# With a Little Luck
Singles de Paul McCartney et les Wings
Mull of Kintyre
(1977) I've Had Enough
(1978)
Pistes de London Town
I've Had Enough Famous Groupies
With a Little Luck est une chanson de Paul McCartney et les Wings parue en mars 1978, d'abord en single promotionnel, puis sur l'album London Town. Reprenant les codes habituels des chansons composées par McCartney, elle a été écrite en Écosse pendant la grossesse de son épouse Linda.
Le single atteint la première place des charts américaines, et la cinquième au Royaume-Uni. La chanson apparaît également sur plusieurs compilations de McCartney, Wings Greatest et Wingspan: Hits and History.

## Musiciens
- Paul McCartney – chant, basse, synthétiseur, claviers
- Linda McCartney – claviers, chœur
- Denny Laine – claviers, chœurs
- Joe English – batterie